# قدرت‌الله ایمانی
قدرت‌الله ایمانی (زادهٔ ۱۳۳۵ در خرم‌آباد) نمایندهٔ حوزهٔ انتخابیهٔ خرم‌آباد در دورهٔ هفتم مجلس شورای اسلامی بوده‌است.